# Steinbrücke Saint-Blaise

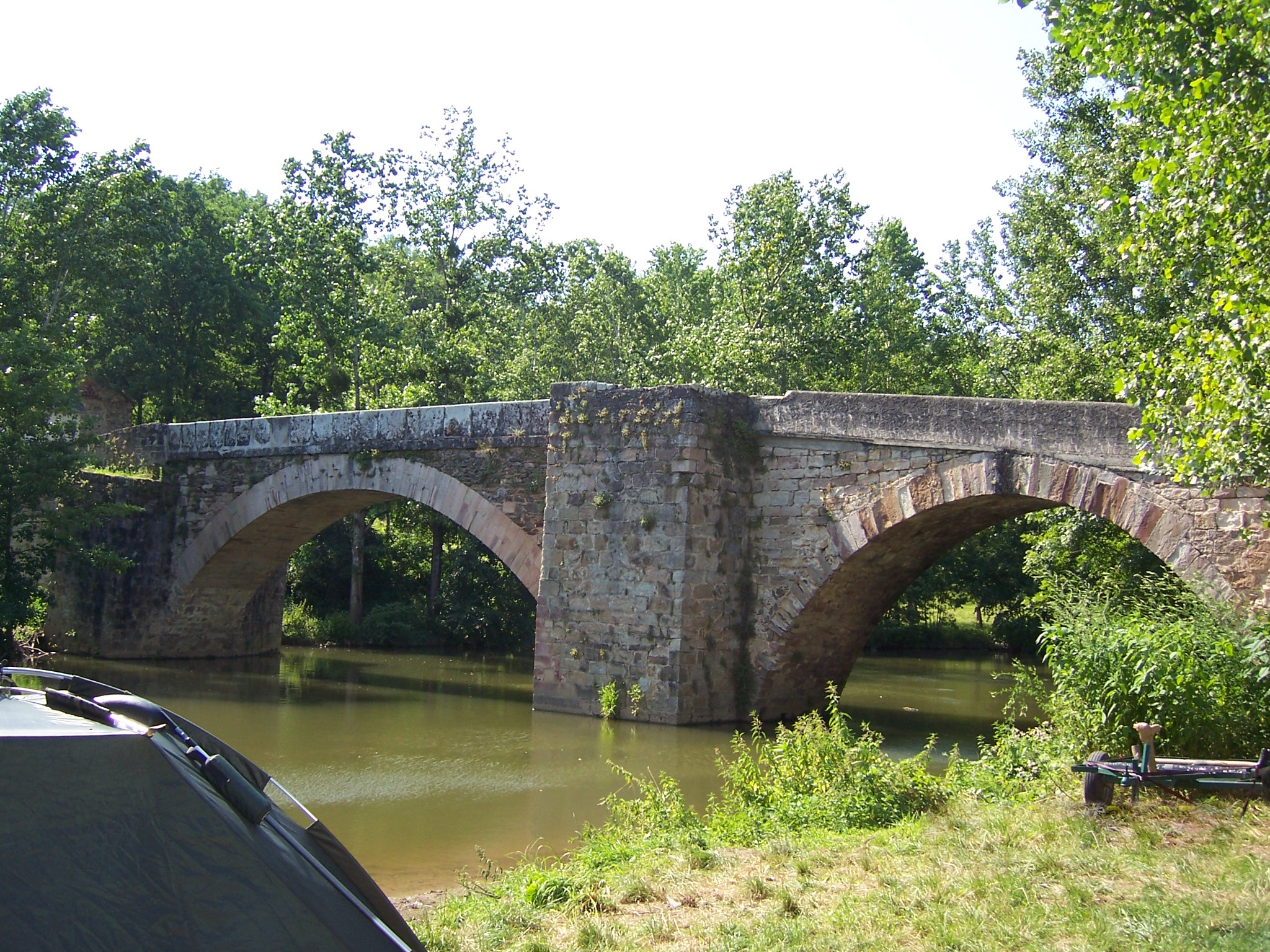
Steinbrücke Saint-Blaise (Juli 2007)

Die Pont Saint-Blaise ist eine steinerne Bogenbrücke über den Aveyron in Najac. Sie wurde zwischen 1259 und 1276 errichtet. Sie ist als Monument historique klassifiziert.